# Rückersfeld
Rückersfeld ist ein Dorf, das zusammen mit Allmuthshausen den Stadtteil Allmuthshausen der nordhessischen Stadt Homberg bildet. Es hat weniger als 30 Einwohner.
Der kleine Ort hatte einst eine gewisse regionale Bekanntheit wegen des in der Vergangenheit stattfindenden Kuckucksmarkts.

## Geographische Lage
Rückersfeld liegt in den Nordausläufern des Knüllgebirges rund 7,5 km südsüdöstlich des Zentrums der Homberger Kernstadt. Die nächsten Ortschaften sind in nordwestlicher Richtung Allmuthshausen, in südwestlicher Richtung Steindorf (beide zu Homberg) und in östlicher Richtung Völkershain (Gemeinde Knüllwald). Durchflossen wird das vom Landschaftsschutzgebiet Oberes Rinnetal umrahmte Rückersfeld von einem Bach, der in den etwas westlich des Dorfs verlaufenden Rinnebach mündet.

## Geschichte
Die älteste bekannte urkundliche Erwähnung des Ortes erfolgte um 1220 unter der Bezeichnung in Rugeres fel in einem Besitzverzeichnis des Stiftes Wetter. Weitere Erwähnungen erfolgten unter den Ortsnamen (in Klammern das Jahr der Erwähnung): Rukkersfelde (um 1224), Rugkersfelde (um 1490), Ruckersfelda (1587) und Rückersfeld (1732).
Im ersten Drittel des 16. Jahrhunderts wurde Rückersfeld wüst. Schon 1537 wurde jedoch im Homberger Salbuch wieder ein Hof „Ruckersfelt“ verzeichnet, mit dazugehörenden Wüstungen Steindorf und Nerfelt. 1732 wurde Rückersfeld dann erneut als wüst bezeichnet, aber schon 1742 gab es dort wieder acht Häuser und 1747 bereits 13 Hausgesesse.
Vom fünfzehnten bis in das neunzehnte Jahrhundert wurde Rückersfeld vom landgräflichen Amt Homberg verwaltet. Ab 1537 wurde die niedere Gerichtsbarkeit durch das Gericht am Walde ausgeübt. Während des Königreichs Westphalen (1807 bis 1813) gehörte Rückersfeld zum Kanton und Friedensgericht Frielendorf. Nach der Restitution des Kurfürstentums Hessen war wieder das Amt Homberg für Rückersfeld zuständig. Mit der Neuorganisation der Verwaltung der kurfürstlichen Gebiete im Jahre 1821 wurde die Gerichtsbarkeit durch das Amtsgericht Homberg (Efze) und die Verwaltung durch den Kreis Homberg übernommen. Dieser ging 1932 im neugebildeten Kreis Fritzlar-Homberg auf, der nach dem Zweiten Weltkrieg die Bezeichnung Landkreis Fritzlar-Homberg erhielt und schließlich 1974 im Schwalm-Eder-Kreis aufging.
Am 1. September 1968 fusionierten Rückersfeld und Allmuthshausen zur erweiterten Gemeinde Allmuthshausen. Diese wurde zum 31. Dezember 1971 im Zuge der Gebietsreform in Hessen auf freiwilliger Basis in die Stadt Homberg eingemeindet. Seitdem ist Rückersfeld ein Siedlungsplatz von Allmuthshausen.

## Bevölkerung
Einwohnerentwicklung
| Quelle: Historisches Ortslexikon |                                              |
| • um 1490:                       | ein wehrhafter Mann                          |
| • 1531–1568:                     | wüst gefallen                                |
| • 1575/85:                       | 7 Hausgesesse                                |
| • 1639:                          | zwei verheiratete, ein verwitwete Hausgesess |
| • 1722:                          | als Hof bezeichnet                           |
| • 1732:                          | wüst.                                        |
| • 1742:                          | 8 Häuser                                     |
| • 1747:                          | 13 Hausgesesse                               |
| • 1767:                          | 44 Einwohner                                 |

| Rückersfeld: Einwohnerzahlen von 1834 bis 1967 | Rückersfeld: Einwohnerzahlen von 1834 bis 1967 | Rückersfeld: Einwohnerzahlen von 1834 bis 1967 | Rückersfeld: Einwohnerzahlen von 1834 bis 1967 | Rückersfeld: Einwohnerzahlen von 1834 bis 1967 |
| --- | ---------------------------------------------- | ---------------------------------------------- | ---------------------------------------------- | ---------------------------------------------- |
| Jahr |                                                |                                                |                                                | Einwohner                                      |
| 1834 | 1834                                           |                                                | 73                                             | 73                                             |
| 1840 | 1840                                           |                                                | 66                                             | 66                                             |
| 1846 | 1846                                           |                                                | 62                                             | 62                                             |
| 1852 | 1852                                           |                                                | 56                                             | 56                                             |
| 1858 | 1858                                           |                                                | 56                                             | 56                                             |
| 1864 | 1864                                           |                                                | 59                                             | 59                                             |
| 1871 | 1871                                           |                                                | 57                                             | 57                                             |
| 1875 | 1875                                           |                                                | 58                                             | 58                                             |
| 1885 | 1885                                           |                                                | 62                                             | 62                                             |
| 1895 | 1895                                           |                                                | 55                                             | 55                                             |
| 1905 | 1905                                           |                                                | 53                                             | 53                                             |
| 1910 | 1910                                           |                                                | 49                                             | 49                                             |
| 1925 | 1925                                           |                                                | 57                                             | 57                                             |
| 1939 | 1939                                           |                                                | 49                                             | 49                                             |
| 1946 | 1946                                           |                                                | 75                                             | 75                                             |
| 1950 | 1950                                           |                                                | 61                                             | 61                                             |
| 1956 | 1956                                           |                                                | 47                                             | 47                                             |
| 1961 | 1961                                           |                                                | 40                                             | 40                                             |
| 1967 | 1967                                           |                                                | 39                                             | 39                                             |
| Datenquelle: Historisches Gemeindeverzeichnis für Hessen: Die Bevölkerung der Gemeinden 1834 bis 1967. Wiesbaden: Hessisches Statistisches Landesamt, 1968. |                                                |                                                |                                                |                                                |

Historische Konfessionszugehörigkeit
| Quelle: Historisches Ortslexikon |                                                                 |
| • 1864:                          | alle Einwohner evangelisch-reformiert                           |
| • 1885:                          | 62 evangelische (= 100 %) Einwohner                             |
| • 1961:                          | 37 evangelische (= 92,50 %), 3 katholische (= 7,50 %) Einwohner |

Historische Erwerbstätigkeit
| • 1961: | Erwerbspersonen: 19 Land- und Forstwirtschaft, eine Dienstleistungen und Sonstiges. |